# Nesselrode (Adelsgeschlecht)

Stammwappen derer
von Nesselrode

Nesselrode ist der Name eines bergischen Adelsgeschlechts. Zweige der Familie bestehen bis heute. Die Herren von Nesselrode gehören zum Uradel der Grafschaft Berg. Wegen der über eine Tochterlinie abstammenden Grafen Droste zu Vischering von Nesselrode-Reichenstein siehe Droste zu Vischering.
Eine Verwandtschaft zu dem erloschenen Geschlecht von Nesselröden ist unwahrscheinlich.

## Geschichte

### Herkunft
In den Urkunden des Grafen Heinrich III. von Sayn († 1. Januar 1247) vom 16. Oktober 1241 ausgestellt in Herchen a.d. Sieg und von Mechthild (* v. Landsberg, † 12. November 1285), ehemalige Gräfin von Sayn, vom 16. Februar 1249 im Hof der Gräfin in Köln, wird ein Zeuge Heinrich Fleck (Vlekko / flecko) von Holstein, abgegangene Wasserburg bei der späteren Burg Homburg bei Nümbrecht (Oberbergischer Kreis) erwähnt.
Das Geschlecht wird erstmals mit dem Ritter Heinrich genannt Flecke von Nesselrode als Lehnsmann der Abtei Deutz im September 1303 in einer Urkunde genannt. Eine Abstammung von Albert Sobbe von Leysiefen ist wahrscheinlich. Namensgebender Stammsitz war die Burg Nesselrath an der Wupper bei Leichlingen. 1335 wird der Sohn von Heinrich Flecke von Nesselrode, Flecke von Nesselrode, Lehnsmann des Grafen Rainald II. von Geldern. 1368 erscheint der Ritter Johann von Nesselroide, der als Lehnsmann der Grafen von Berg auftritt und siegelt.

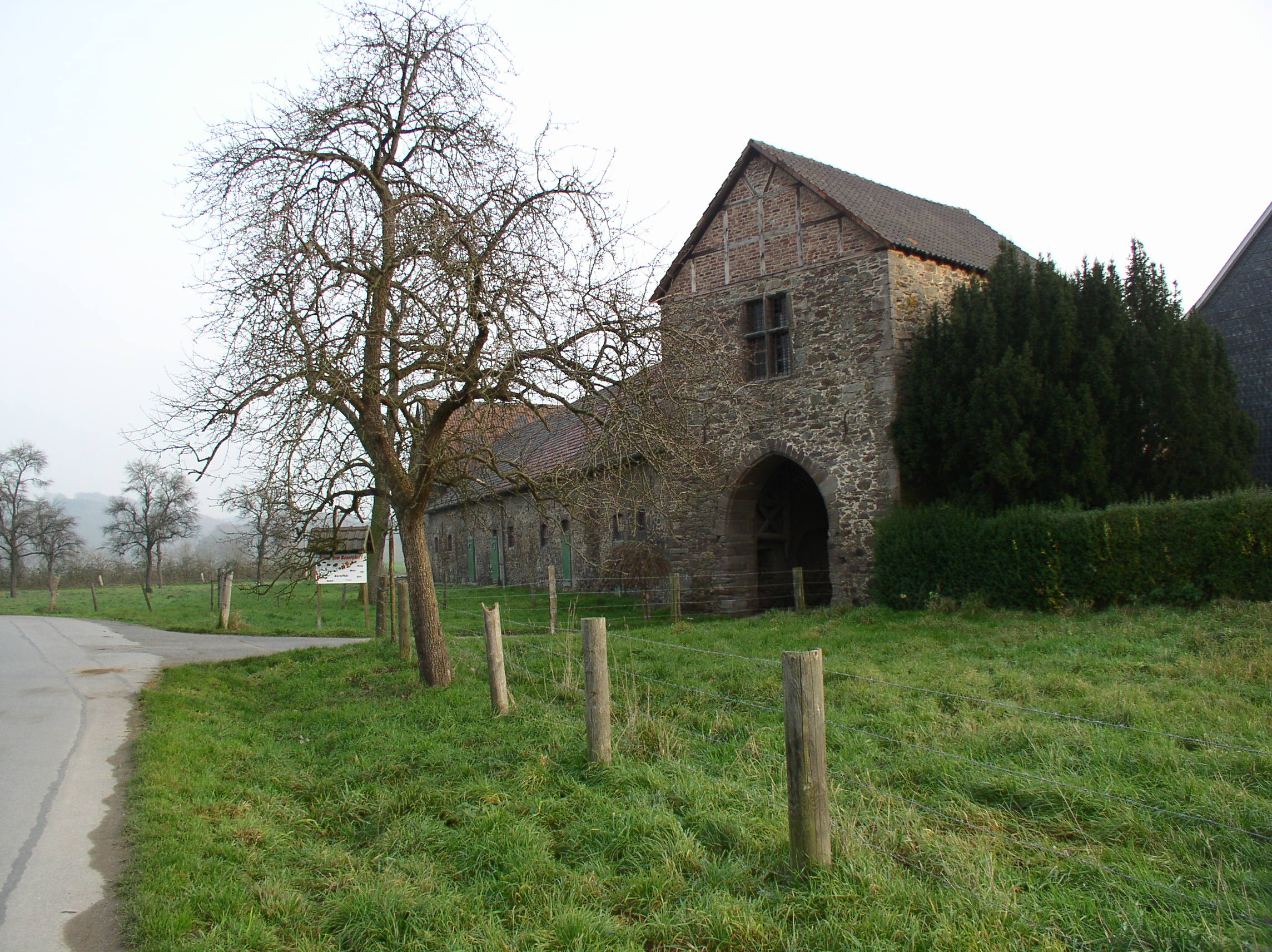
Burg Nesselrath, der ursprüngliche Stammsitz der Familie

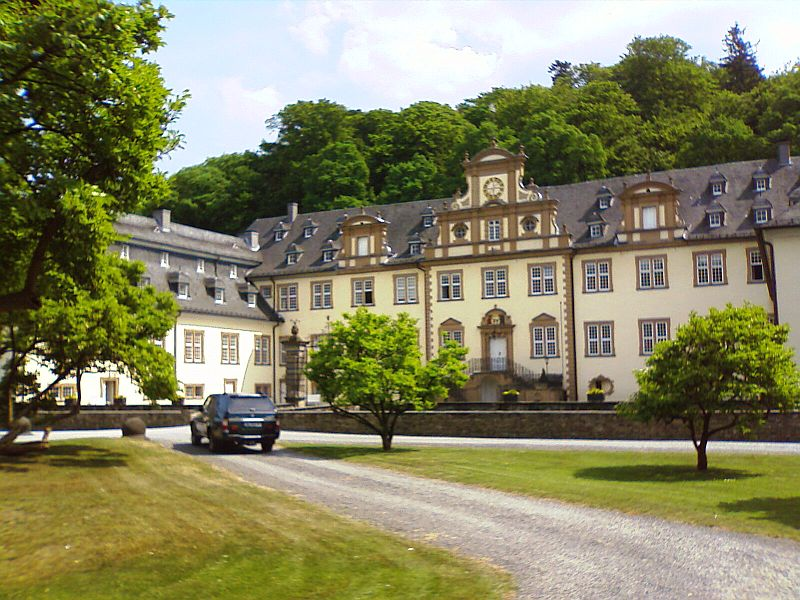
Schloss Ehreshoven, über 500 Jahre im Besitz der Nesselrode

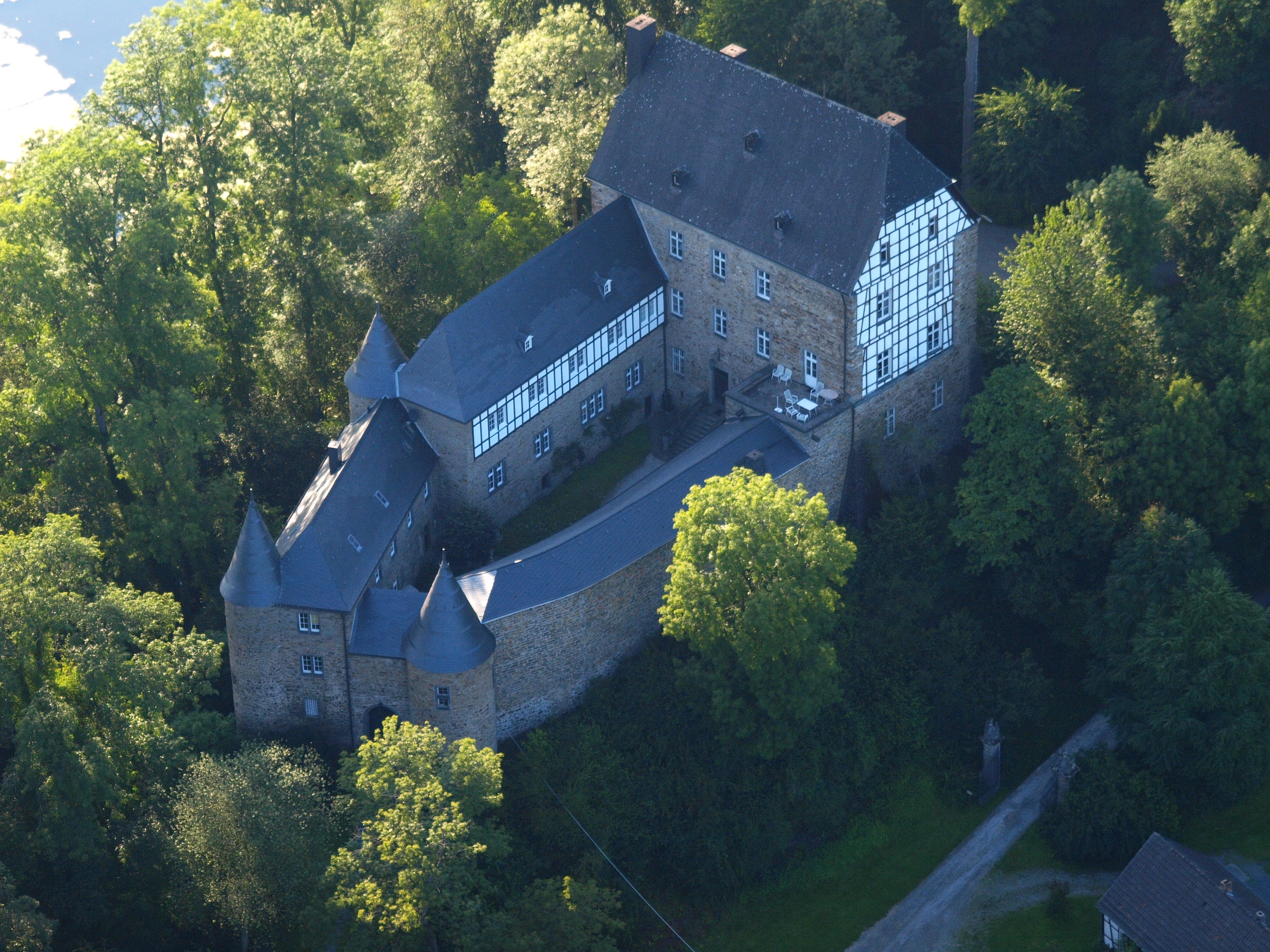
Burg Herrnstein, seit 1436 im Besitz der Familie

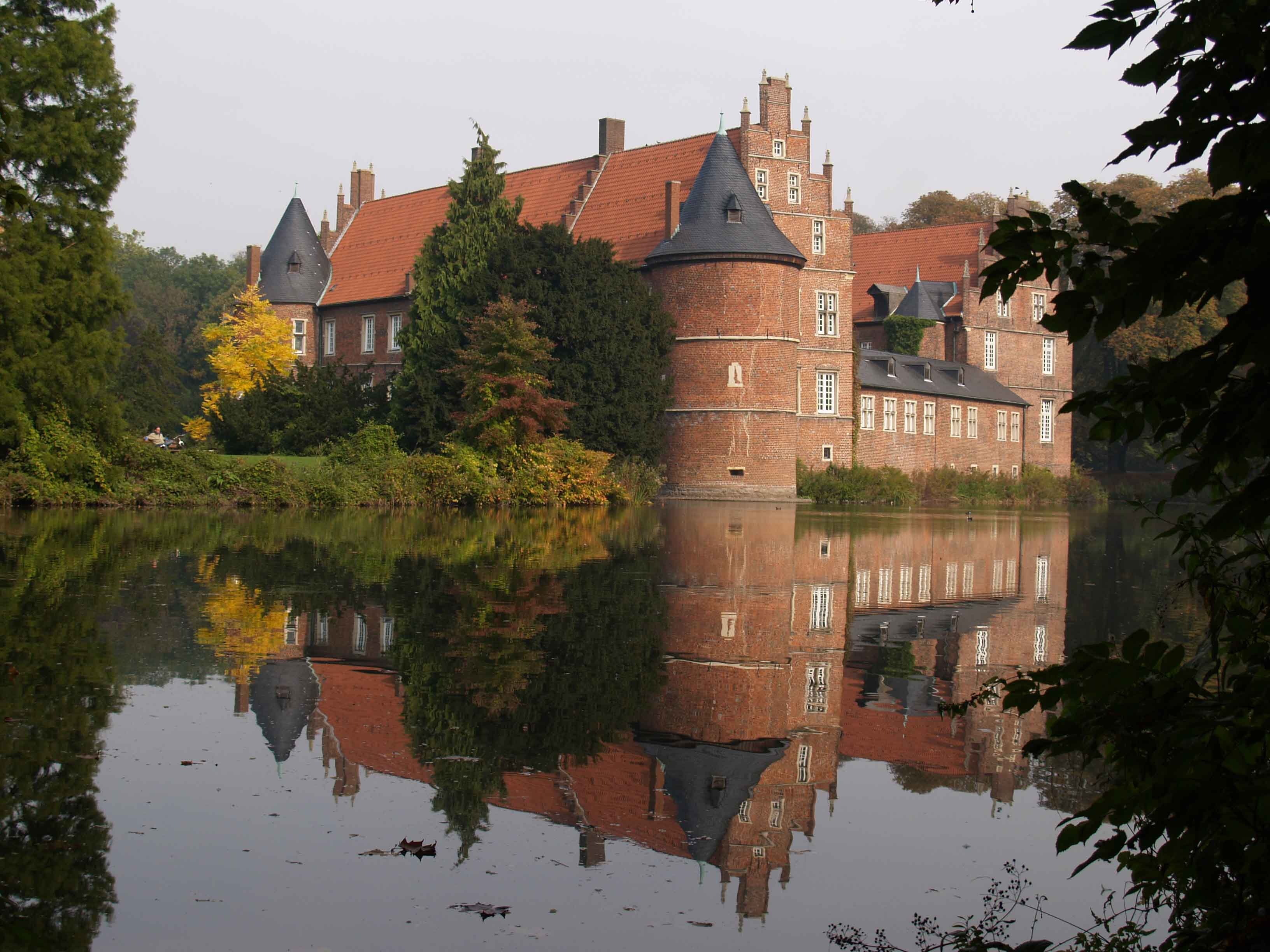
Schloss Herten, fast 300 Jahre Sitz der Linie Nesselrode-Reichenstein

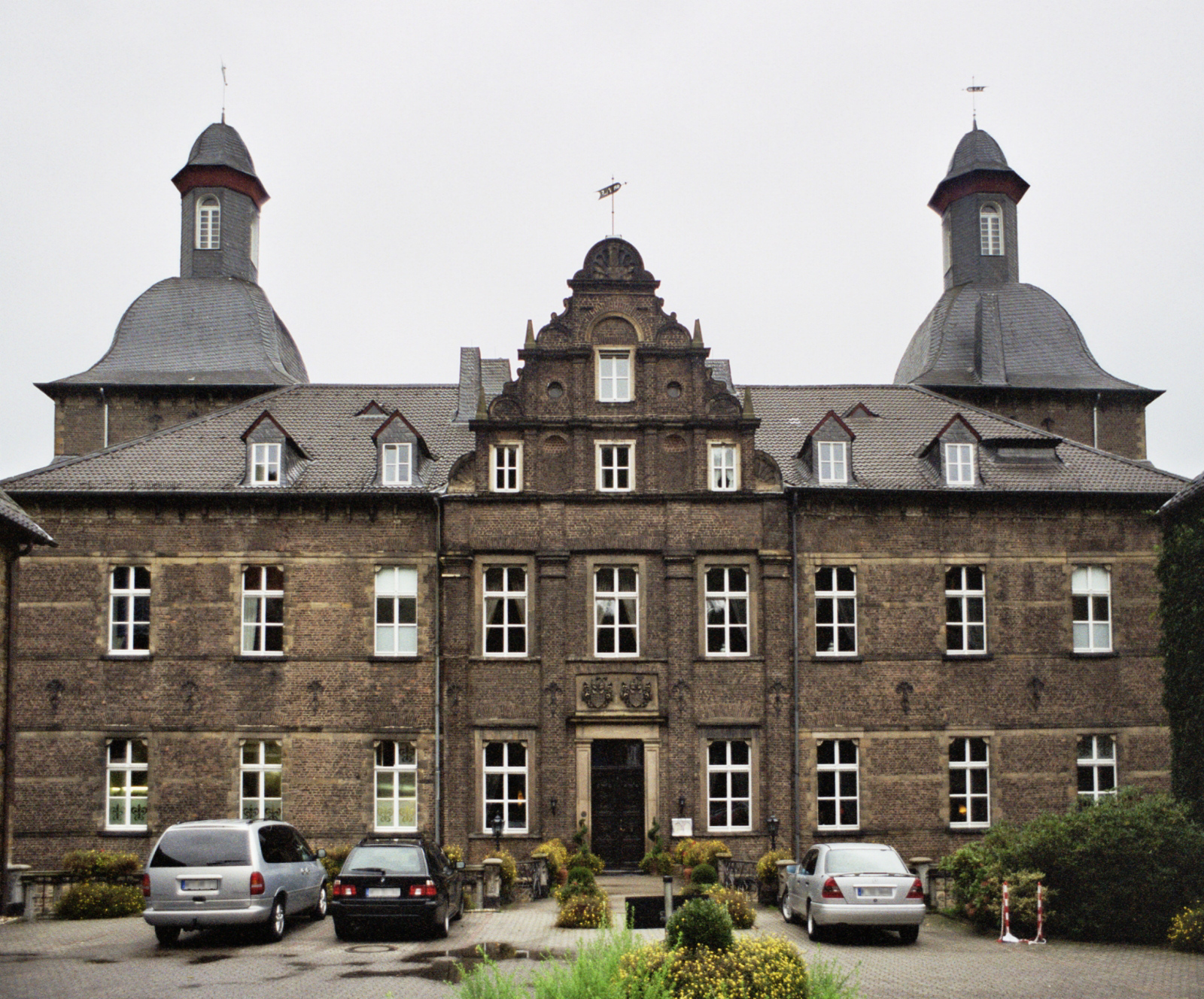
Schloss Hugenpoet, 1508–1831 Sitz der Nesselrode-Hugenpoēt

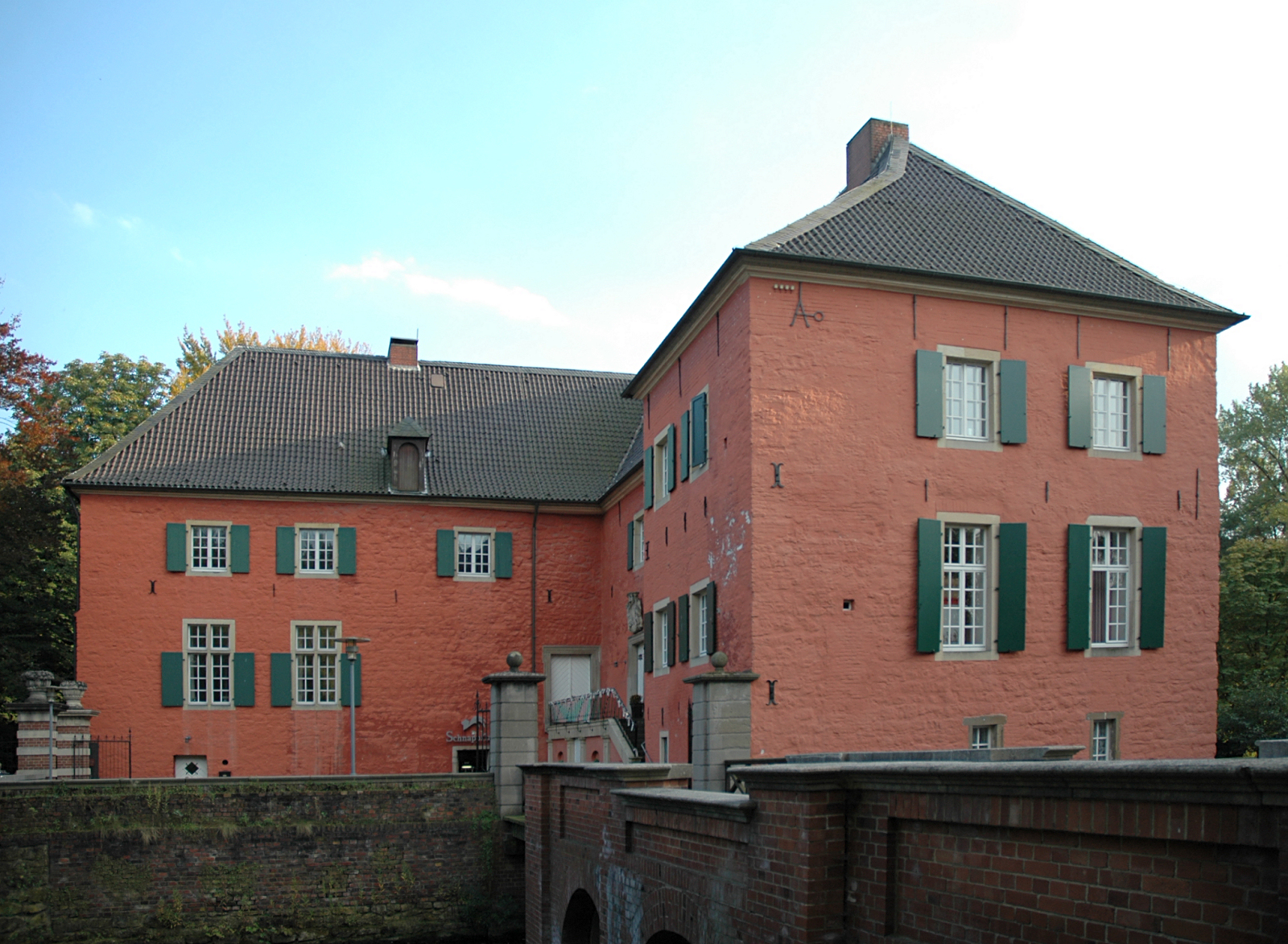
Haus Lüttinghof, 1615–1727 im Besitz der Familie

Thomas Bohn, Gräfin Mechthild von Sayn (1200/03–1285) Eine Studie zur rheinischen Geschichte und Kultur; Böhlau Verlag Köln; Weimar; Wien 2002 S. 492 Urk. Nr. 17 und S. 510 Urk. Nr. 37, ISBN 3-412-10901-0

### Linien und Besitzungen
Wilhelm von Nesselrode († 1389 oder 1399?) heiratete Jutta von Grafschaft, Tochter des Adolf von Grafschaft zu Ehreshoven und Jutta von Sayn. Er wurde durch diese Ehe Herr von Ehreshoven bei Engelskirchen im heutigen Oberbergischen Kreis und Mitherr von Stein. Seine Söhne Johann der Ältere zum Stein und Johann der Jüngere zu Ehreshoven waren Stammväter der zwei Hauptlinien Stein-Reichenstein und Ehreshoven.
Angehörige der Stein-Reichensteiner Linie erhielten bereits 1481 das Erbmarschallsamt und das Erbkämmereramt des Herzogtums Berg. Der Sohn von Johann dem Älteren von Nesselrode zum Stein und der Katharina von Gehmen, Wilhelm († 1499), heiratete Elisabeth Nyt von Bürgel und erhielt 1478 die Reichsgrafschaft Rheydt. Seine Urenkel, die Reichsfreiherren Bertram und Johann Matthias von Nesselrode, begründeten zwei weitere Zweige der Familie.
- Bertram († 1678), Herr auf Herten, Stein und Ehrenstein, kurkölnischer Geheimrat und Statthalter des Vest Recklinghausen, war der Stammvater der Reichensteiner Linie. Er war mit Lucie Gräfin von Hatzfeld verheiratet. Freiherr Franz von Nesselrode-Reichenstein, sein Sohn, kaiserlicher Kämmerer und Kanzler im Hochstift Münster, erwarb 1698 die reichsunmittelbare Herrschaft Reichenstein und erhielt 1702 die Reichsstandschaft mit Sitz und Stimme im Niederrheinisch-Westfälischen Reichsgrafenkollegium. Von 1621 bis 1802 – von kurzen Unterbrechungen abgesehen – stellte die Familie Nesselrode-Reichenstein den jeweiligen kurkölnische Statthalter im Vest Recklinghausen.[5] Mit dem Tod seines Sohnes Franz Wilhelm Anton, Statthalter im Vest Recklinghausen, am 22. September 1776 erlosch dieser Zweig.
- Der Begründer der Landscroner Linie Johann Matthias war mit Elisabeth von Wylich vermählt. Aus dieser Ehe entstammte der Freiherr Johann Wilhelm von Nesselrode, der durch Heirat mit Franziska Margaretha von Brempt, Erbtochter des Johann von Brempt aus dem Adelsgeschlecht derer von Brent, die Herrschaft Landscron erhielt. Sein Enkel Graf Johann Wilhelm († 1800) konnte nach dem Erlöschen der Reichensteiner Linie 1776 deren reichsunmittelbare Besitzungen erwerben und den Sitz im westfälischen Grafenkollegium erben. Die Linie starb 1824 mit Franz Joseph (* 1755) im Mannesstamm aus.

Im § 24 des Reichsdeputationshauptschlusses vom 25. Februar 1803 wurde den Grafen von Nesselrode-Reichenstein für Burgfey und Mechernich eine Rente von 206 Gulden zugestanden. Franz Josephs Tochter Maria Carolina (* 1776), aus der Ehe mit Felicitas Johanna Gräfin von Manderscheidt-Blanckenheim, heiratete 1799 Johann Felix Bernhard Freiherr Droste zu Vischering. Sein Sohn Felix wurde von seinem Großvater mütterlicherseits, Johann Franz Joseph von Nesselrode-Reichenstein († 1824), als Universalerbe eingesetzt. Der Name, das Wappen und die Güter der Linie Nesselrode-Landscron/Reichenstein fielen daher nach dem Tod Maria Carolinas am 21. Januar 1858 an die Familie Droste zu Vischering. Heute tragen diese den Doppelnamen Grafen Droste zu Vischering von Nesselrode Reichenstein.
Der Begründer der Ehreshovener Hauptlinie, Johann der Jüngere zu Ehreshoven, war vermählt mit Helene von Bock. Seine Nachkommen waren Amtmänner und Räte in bergischen Diensten und Domherren und Kanoniker in rheinischen, westfälischen und lütticher Domstiften. Wilhelm Franz († 1732) wurde Kanoniker zu Lüttich und Paderborn, Propst zu Münster und Stuhlweißenburg und seit 1703 Bischof von Fünfkirchen. Franz Karl († 1750), kaiserlicher Wirklicher Geheimer Rat, erhielt am 20. November 1729 das Indigenat in Ungarn. Sein Sohn Karl Franz († 1798), jülich-bergischer Kanzler und kurpfälzischer geheimer Staatsrat, war von 1776 bis 1794 kurpfälzischer Statthalter von Jülich-Berg. Er verkehrte mit Goethe und förderte die öffentlichen Bibliotheken. In Düsseldorf führte er das Palais Nesselrode und war Protektor der kurfürstlichen Kunstakademie. Sein jüngerer Bruder Wilhelm wurde russischer Gesandter in Lissabon und Berlin. Dessen Sohn Karl Robert von Nesselrode (* 1780; † 1862) war russischer Reichskanzler und einer der führenden Diplomaten des 19. Jahrhunderts. Die Herrschaft Ehreshoven erhielt die Genossenschaft des rheinischen ritterbürtigen Adels zur Errichtung eines „Stifts für unverheiratete katholische adelige Fräuleins“ von Maria von Nesselrode (* 1853; † 1920).
Ein weiterer Johann von Nesselrode wurde 1508 mit Hugenpoet belehnt. Seine Nachkommen Johann und Wilhelm begründeten die Linie Nesselrode-Hugenpoēt, die noch heute in Bayern und den Niederlanden besteht. Aus der Linie kamen u. a. eine Ur-Ur-Urgroßmutter der Dichterin Annette von Droste-Hülshoff, Johanna, die 1670 Bernhard III. von Droste-Hülshoff (1634–1700) heiratete. Deren Enkelin wiederum, Richmod von Droste zu Hülshoff (1704–1750), heiratete Christian von Nesselrode-Hugenpoet, General in österreichischen Diensten. Ebenfalls aus diesem Zweig kam unter anderen Johann Leopold Freiherr von Nesselrode-Hugenpoēt († 1768), Generalvikar zu Speyer und der bayerische General Maximilian Freiherr von Nesselrode-Hugenpoēt (* 1804; † 1886).

### Standeserhebungen
Im Laufe der Zeit sind an Mitglieder der verschiedenen Linien zahlreiche Standeserhebungen gekommen.
Durch ihr siegreiches Vorgehen bei der Schlacht von Worringen im Jahr 1288 erlangte die Familie Bedeutung. Sieben Junker von Nesselrode wurden daraufhin von Herzog Johann I. von Brabant zum Ritter geschlagen.
Aus der Linie Ehreshoven wurde am 3. Juli 1653 Philipp Wilhelm von Nesselrode zum Thumb und Ehreshoven in den Reichsfreiherrenstand erhoben. Als Erbmarschall des Herzogtums Berg und Direktor der Bergischen Ritterschaft erhielt er das ungarische Indigenat am 12. November 1695 zu Wien. Sein Bruder Wilhelm Franz Johann Bertram von Nesselrode, der ebenfalls am 3. Juli 1653 den Reichsfreiherrentitel erhielt, wurde am 4. September 1710, zusammen mit seinem Neffen Franz Karl Freiherr von Nesselrode, in den Reichsgrafenstand erhoben. Franz Carl Graf von Nesselrode erhielt als kurpfälzischer Kämmerer und Stallmeister am 20. November 1729 das ungarische Indigenat. Bei der Kurländischen Ritterschaft wurde Karl Robert Graf von Nesselrode, der spätere kaiserlich-russische Geheimrat und Reichskanzler, am 21. April 1817 immatrikuliert. Sein Sohn Dimitri Graf von Nesselrode, kaiserlich russischer Kammerherr, Staatsrat und Oberhofmeister, erhielt am 24. November 1864 eine russische Anerkennung des Grafentitels.
Aus der Linie Stein erhielten die Brüder Bertram von Nesselrode zum Stein und Matthias von Nesselrode zu Rath den alten Reichsfreiherrenstand am 14. Oktober 1652 zu Prag. Eine Bestätigung des Reichsfreiherrenstandes für Franz Freiherr von Nesselrode, Sohn von Bertram und kurfürstlich-kölnischer Rat und Gouverneur des Vest Recklinghausen, erfolgte am 3. August 1685 zu Wien. Am 3. Oktober 1702 wurde er in den Reichsgrafenstand erhoben. Johann Salentin Wilhelm Freiherr von Nesselrode und Rhade, kaiserlicher Oberstleutnant, erhielt am 4. September 1710 zu Wien den Reichsgrafentitel mit von Landscron. Dessen Sohn Johann Franz Graf von Nesselrode-Landscron, kaiserlicher Kämmerer, Geheimrat und Generalfeldzeugmeister, wurde 1731 in die niederösterreichische und 1734 in die oberösterreichische Landsmannschaft aufgenommen.
Aus der Linie Nesselrode-Hugenpoēt wurden am 22. August 1814 in die Freiherrenklasse der Adelsmatrikel im Königreich Bayern Carl-Theodor Freiherr von Nesselrode-Hugenpoēt, königlich-bayerischer Major, und sein Bruder Maximilian Freiherr von Nesselrode-Hugenpoēt, der spätere königlich-bayerische Generalmajor, eingetragen. Ebenfalls bei der Freiherrenklasse immatrikuliert wurde am 26. März 1822 Carl Anselm Franz Freiherr von Nesselrode-Hugenpoēt, königlich-bayerischer Hauptmann.

## Wappen
Blasonierung des Stammwappens: In Rot ein silberner Wechselzinnenbalken. Auf dem Helm ist ein am Hals mit dem Zinnenbalken belegter roter Brackenrumpf. Die Helmdecken sind rot-silbern.
Blasonierung des Wappens der Grafen von Nesselrode-Ehreshoven (Diplom vom 4. September 1705): Zweimal gespalten, einmal geteilt (sechs Felder) mit rotem Herzschild, darin ein Wechselzinnenbalken (= Stammwappen). Felder 1 und 5 in Schwarz ein goldener doppelschweifiger Löwe; Felder 2 und 5 in Gold drei rote Pfähle; Felder 3 und 4 in Silber ein schwarzer Schräglinksbalken, belegt mit einem silbernen Stern. Über der Grafenkrone vier gekrönte Helme: I. wachsender gekrönter goldener doppelschweifiger Löwe; II. wachsende rote Bracke mit dem Zinnenbalken als Halsband; III. offener goldener Flug, jeder Flügel mit drei roten Pfählen belegt; IV. ein schwarzer Pfahl, belegt mit einem silbernen Stern. Statt der Helmdecken ein roter, goldbefranzter, hermelingefütterter Mantel. Als Schildhalter rechts ein gekrönter doppelschweifiger goldener Löwe, links eine rote Bracke mit dem Zinnenbalken als Halsband, auf dem goldenem Arabaske.
Blasonierung des Wappens der Grafen von Nesselrode-Landscron: Geviert mit rotem Herzschild, in welchem ein silberner Wechselzinnenbalken (= Stammwappen). Felder 1 und 4 in Rot eine goldene Fürstenkrone; Felder 2 und 3 gespalten, vorn in Silber vier blaue Balken, hinten geteilt, oben Grün, unten in Silber drei rote Pfähle (= vermehrtes Wappen derer von Brempt-Brent). Drei gekrönte Helme: I. mit blau-silbernen Decken ein offener silberner Flug, belegt mit vier blauen Balken; II. mit rechts blau-silbernen und links rot-goldenen Decken ein wachsender roter Brackenkopf mit dem silbernen Wechselzinnenbalken als Halsband; III. mit rot-goldenen Decken eine silberne Rübe, oben mit grünen Blättern.
Blasonierung des Wappens der Grafen von Nesselrode-Reichenstein: Geviert mit rotem Herzschild, in welchem ein silberner Wechselzinnenbalken (= Stammwappen). Felder 1 und 4 in Silber drei schrägrechts gestellte, zusammengestoßende schwarze Rauten (= Wappen der Herrschaft Reichenstein); Felder 2 und 3 in Gold drei ebensolche, schräglinks gestellt. Drei gekrönte Helme: I. mit schwarz-silbernen Decken ein wachsender silberner Hunderumpf, mit den drei schrägrechts geteilten schwarzen Rauten belegt; II. mit rechts schwarz-rechten, links rot-silbernen Decken ein wachsender roter Brackenrumpf mit dem silbernen Wechselzinnenbalken als Halsband; III. mit rot-silbernen Decken ein geschlossener, mit drei schrägrechts gestellten schwarzen Rauten belegter Flug.

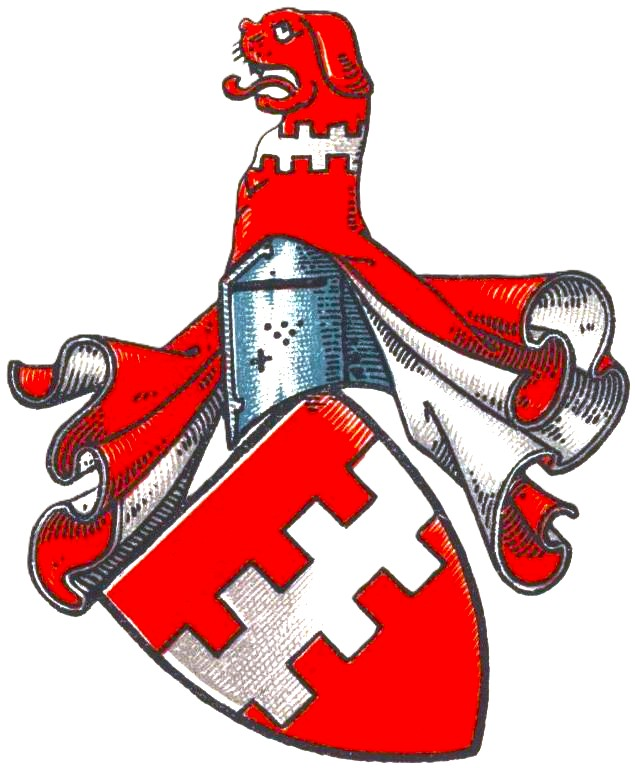
Stammwappen derer von Nesselrode im Wappenbuch des Westfälischen Adels
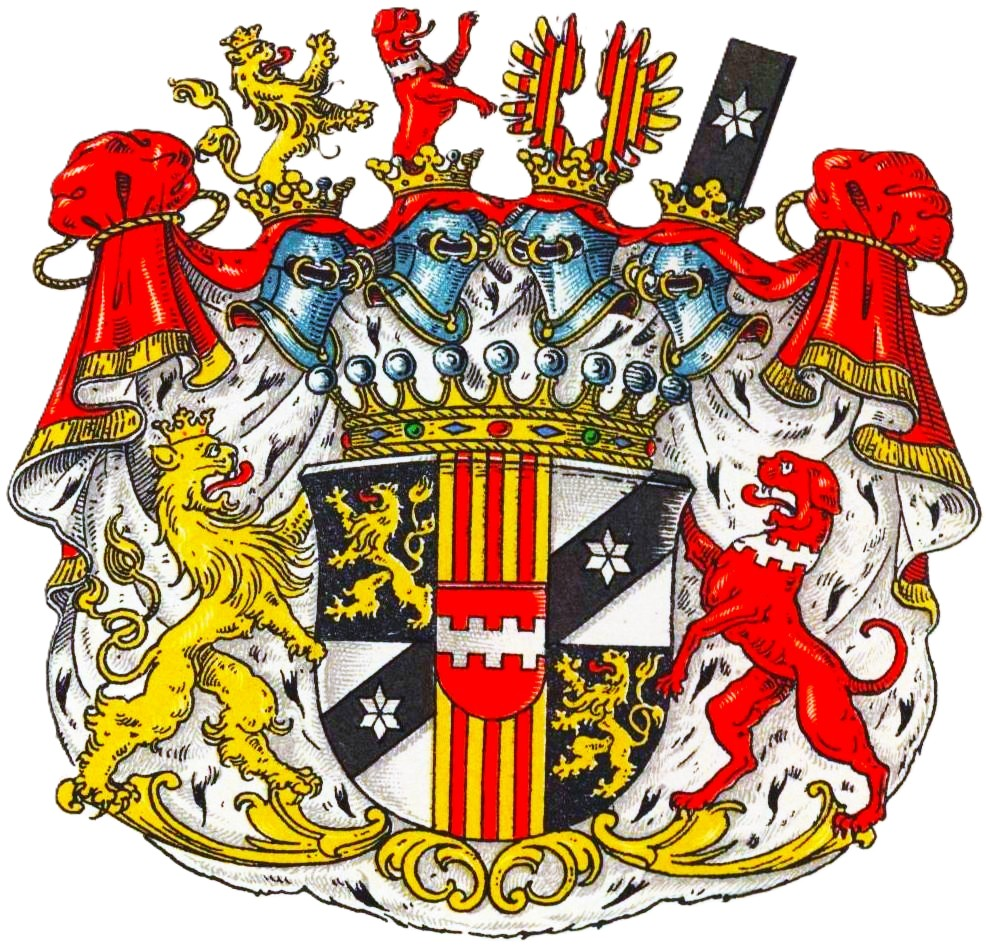
Wappen der Grafen von Nesselrode-Ehreshoven im Wappenbuch des Westfälischen Adels
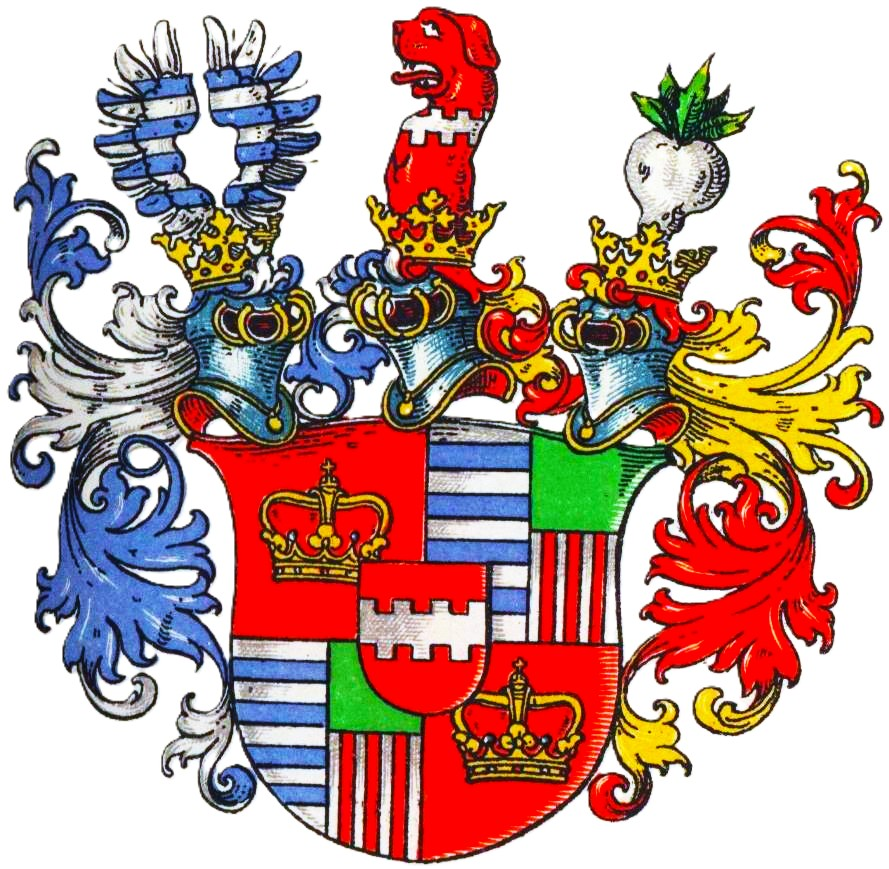
Wappen der Grafen von Nesselrode-Landscron im Wappenbuch des Westfälischen Adels
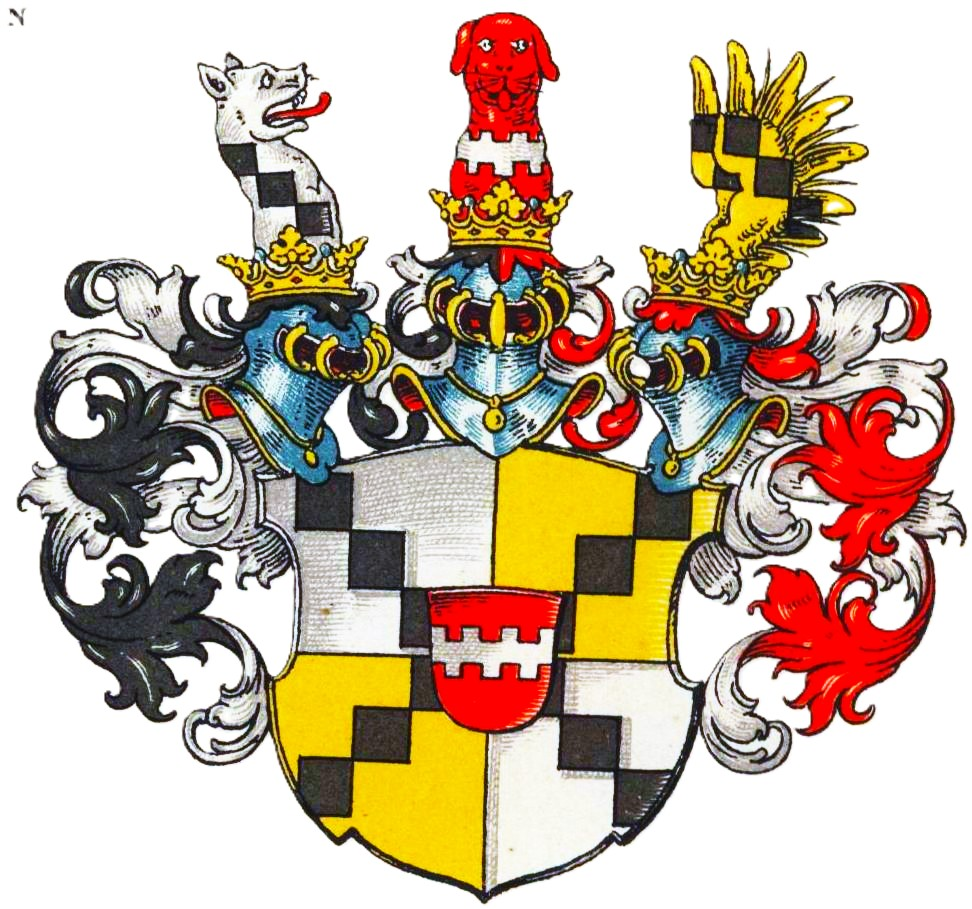
Wappen der Grafen von Nesselrode-Reichenstein im Wappenbuch des Westfälischen Adels

## Namensträger
- Johann I. von Nesselrode, 1489–1506 Abt der Abtei Michaelsberg
- Bertram von Nesselrode (um 1435–1510) Erbmarschall des Herzogtums Berg
- Anna von Nesselrode († 1559), Herrin der von Stolberg und Burg Stolberg

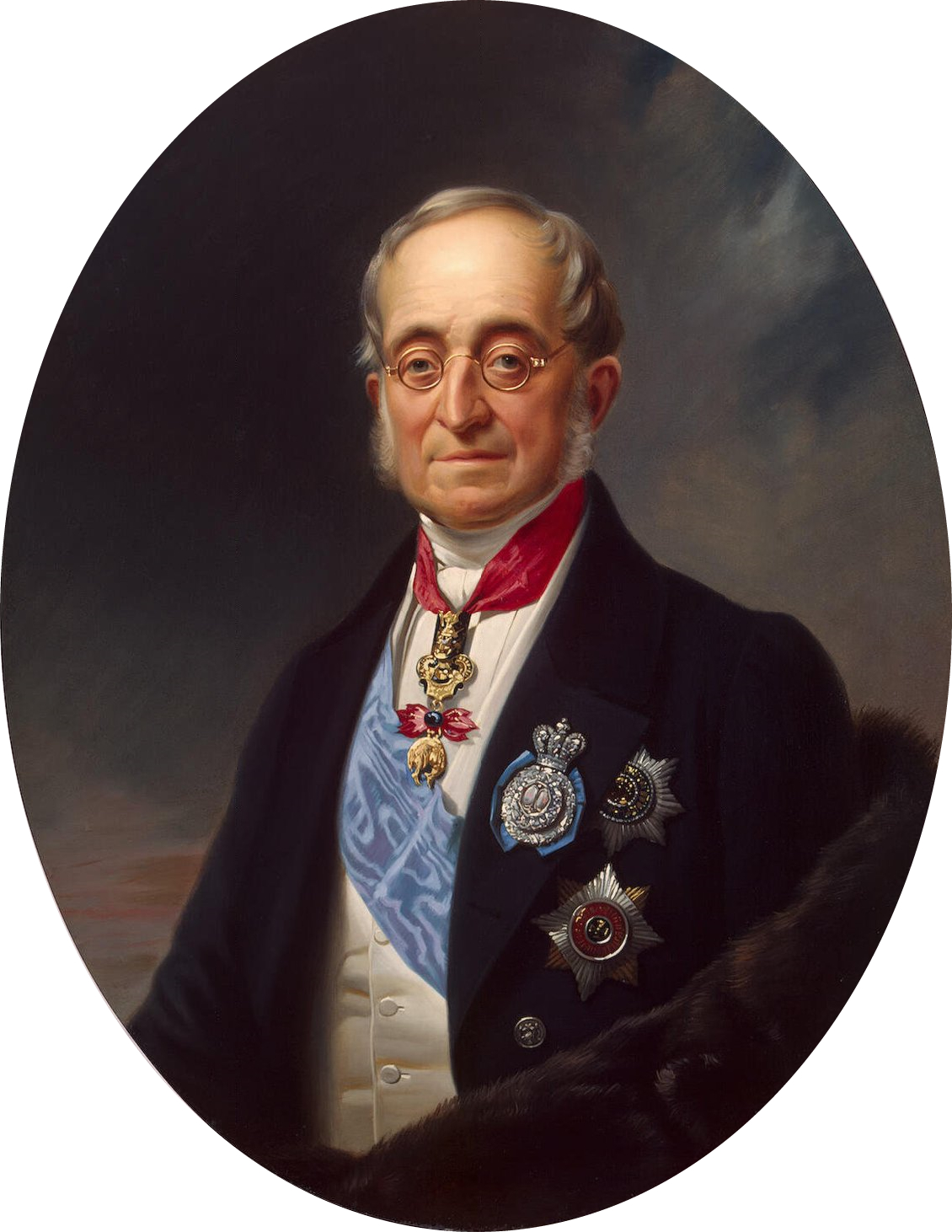
Karl Robert von Nesselrode
(1780–1862)

- Anna Catharina von Nesselrode, Äbtissin des Klosters Schwarzrheindorf bei Bonn
- Matthias von Nesselrode-Ehreshoven (1592–1670), Domherr in Münster und Paderborn
- Johann Matthias von Nesselrode-Ehreshoven (1623–1674), Domherr in Münster
- Johann Bertram von Nesselrode-Ehreshoven (1624–1712), Domherr in Münster
- Johann Hermann Franz von Nesselrode (1671–1751), kaiserliche Feldmarschall
- Johann Wilhelm von Nesselrode-Ehreshoven (1625–1693), Domherr in Münster und Paderborn
- Johann Salentin von Nesselrode-Ehreshoven (1634–1715), Domherr in Münster
- Johann Sigismund von Nesselrode-Ehreshoven (1635–1703), Domherr in Münster und Hildesheim
- Bertram von Nesselrode (1635–1707), Herr zu Ehrenstein, Ritter und Erbmarschall des Landes Berg
- Felix von Droste zu Vischering von Nesselrode-Reichenstein († 1865), Amtmann im Amt Herten[9]
- Franz von Nesselrode-Reichenstein (1635–1707), Diplomat und kurkölnischer Statthalter im Vest Recklinghausen
- Franz von Nesselrode-Ehreshoven (Politiker) (1783–1847), preußischer Rittergutsbesitzer und Abgeordneter
- Franz von Nesselrode-Ehreshoven (Landrat) (1855–1910), preußischer Landrat
- Wilhelm Franz von Nesselrode-Ehreshoven (1638–1732), Bischof von Fünfkirchen
- Johann Wilhelm Franz von Nesselrode-Ehreshoven (1710–1757), Domherr in Münster und Paderborn
- Alfred von Nesselrode (1824–1867), deutscher Rittergutsbesitzer und Verwaltungsbeamter
- Hermann Droste zu Vischering von Nesselrode-Reichenstein (1837–1904), Politiker und Gutsbesitzer
- Johann Franz von Nesselrode-Ehreshoven (1754–1816), Domherr in verschiedenen Bistümern
- Johann Franz Joseph von Nesselrode-Reichenstein (1755–1824), Innen-, Justiz- und Kriegsminister des Großherzogtums Berg unter Napoléon Bonaparte, kurköln. Hofratspräsident
- Johann Wilhelm von Nesselrode, Burgherr und Capitular in Münster (Westfalen)
- Karl Franz Alexander Johann Wilhelm von Nesselrode-Ehreshoven (1752–1822), preußischer Generalmajor
- Karl Josef von Nesselrode-Reichenstein, Innenminister von Cleve-Berg
- Karl Robert von Nesselrode (1780–1862), russischer Diplomat und Staatsmann
- Marija Dmitrijewna Nesselrode (1786–1849), russische Hofdame, Ehefrau von Karl Robert von Nesselrode
- Maximilian von Nesselrode-Ehreshoven (1817–1898), Landrat des Kreises Wipperfürth, dann des Kreises Mülheim am Rhein
- Maximilian Friedrich von Nesselrode-Hugenpoet (1773–1851), königlich bayerischer Generalmajor
- Philipp Wilhelm von Nesselrode und Reichenstein (1678–1754), von 1728 bis 1754 Großprior des deutschen Malteserordens
- Werner von Nesselrode, 1427–1431 Landmarschall von Livland des Deutschen Ordens
- Wilhelm von Nesselrode († 1471), Finanzmann und Herzoglicher Ratgeber
- Wilhelm II. von Nesselrode (vor 1483 – nach 1483), Erstgeborener von Wilhelm von Nesselrode